# Teatr Łaźnia Nowa

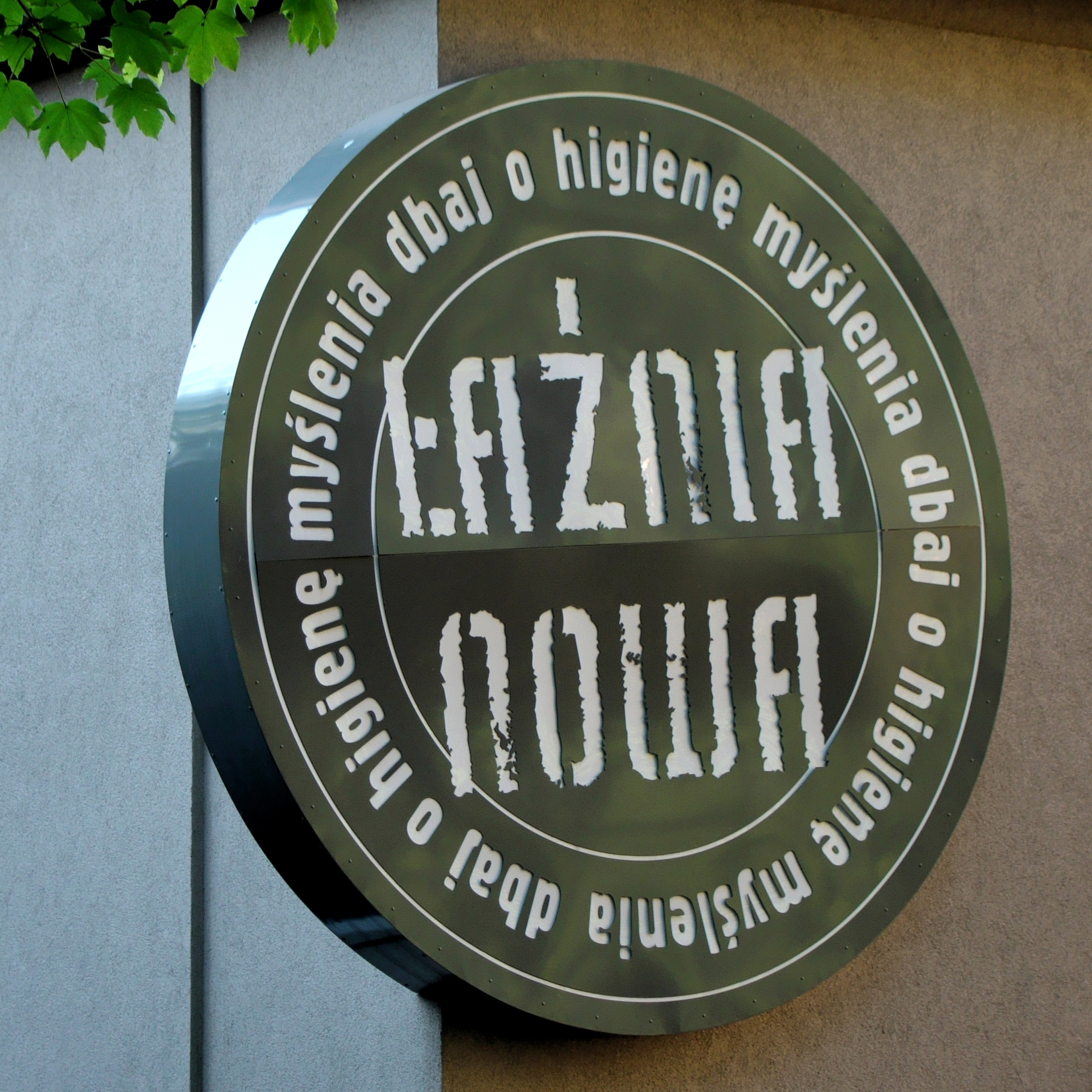
Szyld teatru zawieszony na ścianie budynku

Teatr Łaźnia Nowa w Nowej Hucie – teatr miejski w Krakowie, otwarty 1 stycznia 2005 roku. Dyrektorem naczelnym i artystycznym Łaźni Nowej jest Bartosz Szydłowski. Wcześniejszą działalność teatru wyznacza kilkuletnia historia Stowarzyszenia Teatralnego „Łaźnia”, z którego Łaźnia Nowa się wywodzi.
Siedzibą Teatru Łaźnia Nowa są dawne warsztaty szkolne (ponad 4500 m² przestrzeni) Zespołu Szkół Mechanicznych nr 3, na os. Szkolnym 25.
Program Łaźni Nowej realizowany jest w oparciu o wymianę programową z partnerami europejskimi, koprodukcje, autorskie projekty i współpracę z lokalną społecznością. Przedsięwzięcia łączą aktywność artystyczną i społeczną – w postindustrialnych halach odbywają się spektakle, festiwale, koncerty, wystawy, pokazy filmowe i multimedialne, spotkania i warsztaty. Projekty Łaźni Nowej realizowane są również poza budynkiem teatru – na ulicach, podwórkach i blokowiskach Nowej Huty. Teatr wydawał również bezpłatny miesięcznik "Lodołamacz". Najważniejszym z festiwali realizowanych przez Łaźnię Nową jest Międzynarodowy Festiwal Teatralny Boska Komedia.
Od 2005 roku Łaźnia Nowa jest stowarzyszona w międzynarodowej sieci Trans Europe Halles, łączącej niezależne instytucje kultury z Europy działające w przestrzeni postindustrialnej.

## Spektakle

### 2005
- „Cukier w normie”, reż. Piotr Waligórski (premiera: 16 kwietnia 2005)
- „Mieszkam tu”, reż. Jacek Papis (premiera: 3 maja 2005)
- „Lis Filozof”, reż. Piotr Waligórski (premiera: 23 września 2005)
- „Edyp”, reż. Bartosz Szydłowski (premiera: 8 listopada 2005)

### 2006
- „Edyp. Tragedia nowohucka”, reż. Bartosz Szydłowski (premiera: 20 października 2006)
- „From Poland with Love”, reż. Piotr Waligórski (premiera: 30 marca 2006 )
- „Vademecum Teatru Amatorskiego”, reż. Agnieszka Klodnicka-Salomon (premiera: 1 maja 2006)
- „Kochałam Bogdana W.”, reż. P. Kamza (premiera : 16 listopada 2006)

### 2007
- „Requiem” na podstawie „Requiem i „Legendy” Stanisława Wyspiańskiego, reż. J. Papis (premiera: 21 września 2007)
- „Krwawe Wesele. muzyczna opowieść o cygańskim sercu”, reż. B. Szydłowski (na motywach dramatu „Krwawe Gody” F. G. Lorki) (premiera na Festiwalu Miasto w Legnicy: 14 i 15 września 2007; premiera krakowska: 27 września 2007)
- „Odpoczywanie”, reż. Paweł Passini (premiera: 28 listopada 2007)

### 2008
- „Sen Nocy Letniej”, reż. Jacek Jabrzyk, spektakl prezentowany był w Łaźni Nowej na Scenie Π (premiera 8 lutego 2008)
- Pierwsza odsłona projektu '„Edukator”', na podst. „Jądra ciemności” i „Lorda Jima”, reż. Piotr Waligórski (premiera: 28 lutego 2008)
- „.....”, reż. Paweł Kamza, na motywach "Wyzwolenia" Stanisława Wyspiańskiego(premiera: 8 marca 2008)
- „ID”, reż. Marcin Liber, na podstawie reportaży Angeliki Kuźniak i Renaty Radłowskiej, wyprodukowany we współpracy z Teatrem Współczesnym w Szczecinie (premiera: 12 grudnia 2008)

### 2009
- „Wyrzeczenie”, reż. Jarosław Tochowicz (premiera: 8 stycznia 2009)
- „Wszystkie rodzaje śmierci”, reż. Paweł Passini (premiera: 30 stycznia 2009)
- „Moralność Pani Dulskiej”, reż. Bartosz Szydłowski (premiera: 18 kwietnia 2009)
- „Supernova. Rekonstrukcja”, reż. Marcin Wierzchowski (premiera: 16 maja 2009)
- „Moja Molinezja”, reż. Paweł Kamza (premiera: 6 listopada 2009)

### 2010
- „Ostatnie Kuszenie”, reż. Marcin Wierzchowski (premiera: 16 maja 2010)
- "Fakir", w ramach Festiwalu Mrożkowskiego, reż. Bartosz Szydłowski (premiera 28 października 2010)
- "Nocleg", w ramach Festiwalu Mrożkowskiego, reż. Paweł Kamza (premiera 28 października 2010)
- "Ten, który spada", w ramach Festiwalu Mrożkowskiego, instalacja: Małgorzata Szydłowska (premiera 28 października 2010)
- "Siekiera! Tańce polskie w tonacji punk", reż. Łukasz Czuj (premiera 5 listopada 2010)

### 2011
- "Rura", reż. Jarosław Tochowicz, w ramach Festiwalu Mrożkowskiego,  (premiera 27 stycznia 2011)
- "Upadek orlego gniazda", w ramach Festiwalu Mrożkowskiego, reż. Krzysztof Jaworski (premiera 27 stycznia 2011)
- "Testament optymisty", w ramach Festiwalu Mrożkowskiego, reż. Dominika Knapik (premiera 17 lutego 2011)
- "Fakir, czyli optymizm", reż. Bartosz Szydłowski (premiera 26 lutego 2011)
- "Moja pierwsza zjawa", w ramach Festiwalu Mrożkowskiego, reż. Weronika Szczawińska (premiera 17 marca 2011)
- "KonradMaszyna", reż. Bartosz Szydłowski (premiera 30 marca 2011)
- "Emigranci", w ramach Festiwalu Mrożkowskiego, reż. Wiktor Rubin (premiera 13 maja 2011)
- "Wejście smoka. Trailer", reż. Bartosz Szydłowski (premiera 22 września 2011)
- "Aleksandra. Rzecz o Piłsudskim", reż. Marcin Liber (premiera 17 listopada 2011)
- "W imię Jakuba S" reż. Monika Strzępka (premiera: 8 grudnia 2011)
- "Jak nie teraz to kiedy, jak nie my to kto"  reż. Małgorzata Głuchowska (premiera 9 grudnia 2011)

### 2012
- "Antyzwiastowanie" reż. Bartosz Szydłowski (premiera 15 czerwca 2012)
- "Miłość 60+" reż. Maria Spiss (premiera 29 czerwca 2012)
- "Zemsta jest kobietą" reż. Paweł Kamza (premiera 31 sierpnia 2012)
- "Niewierni" reż. Piotr Ratajczak (premiera 8 listopada 2012)
- "Pieta" reż. Zenon Fajfer (premiera 6 grudnia 2012)
- "Jezus Chrystus Zbawiciel" reż. Michał Zadara (7 grudnia 2012)

### 2013
- "Klub Miłośników Filmu Misja" reż. Bartosz Szydłowski (premiera 20 maja 2013)
- "Fufua. Baśń z czarnego lądu"/projekt warsztatowy reż. Maria Spiss (premiera 20 czerwca 2013)
- "Piccolo Coro Dell Europa" reż. Iga Gańcarczyk (premiera 19 lipca 2013)
- "Trzej muszkieterowie" reż. Giovanny Castellanos (premiera 5 października 2013)
- "Smutki Tropików" reż. Paweł Świątek (premiera 8 grudnia 2013)

## Festiwale
- Festiwal Genius Loci
- Festiwal Beckettowski Transpozycje 2006
- Festiwal El Dorado
- Slamdance on the Road – muzyczno – filmowy festiwal na licencji Slamdance Film Festival USA
- Festiwal Wyspiański Wyzwala 2007
- Festiwal Śmierci – DEATHROOM 2010
- Międzynarodowy Stołeczny Tydzień Kołtuna 2010
- Całoroczny festiwal Opowiadań Mrożkowskich "Dziś są moje 80.urodziny 2010

## Nagrody
- 2005 r.: spektakl „Cukier w normie” został laureatem XI Ogólnopolskiego Konkursu na wystawienie polskiej sztuki współczesnej, organizowanego przez Ministerstwo Kultury RP – otrzymał 3 nagrody i 2 wyróżnienia
- 2007 r.: spektakl „Kochałam Bogdana W.” został uznany za najlepszy spektakl Festiwalu Targi Nowej Dramaturgii w Radomiu
- 2007 r.: Dyrektor Teatru Łaźnia Nowa Bartosz Szydłowski został laureatem nagrody Allianz 2007 za działalność kulturalną
- 2008 r.: koncert Wyspiański Underground uznany został przez widzów TVP Kultura za wydarzenie roku 2007 i otrzymał "'Gwarancję Kultury" – nagrodę TVP Kultura
- 2009 r.: Dyrektor Teatru Łaźnia Nowa, Bartosz Szydłowski, został laureatem  nagrody Złoty Laur za Mistrzostwo w Sztuce Fundacji Kultury Polskiej 2009.
- 2009 r.: Dyrektor Teatru Łaźnia Nowa, Bartosz Szydłowski, został laureatem nagrody im. Józefa Dietla 2009 za pracę na rzecz społeczności lokalnej.